# Connecting Stockholm
Connecting Stockholm AB är en framtida tågoperatör som kommer att börja trafikera Stockholms tunnelbana 2 november 2025. Det är ett joint venture som ägs av Go-Ahead Sverige (55 %) och ComfortDelGro (45 %).
I januari 2024 tilldelades det ett 11-årigt kontrakt för att driva Stockholms tunnelbanenät. Det kommer att ta över från MTR. Go-Ahead Sverige tillhör den brittiska Go-Ahead Group.